# Oddnýjarhnjúkur-Langjökull
L'Oddnýjarhnjúkur-Langjökull est un vaste système volcanique de l'Ouest de l'Islande situé en partie sous le glacier Langjökull. Il est identifié en tant que tel au début des années 2000.

## Contexte
L'Islande intègre de nombreux systèmes volcaniques dont la définition est sujette à évolution. Jusqu'au début des années 2000, le secteur du Langjökull était décrit sous la forme de deux systèmes volcaniques dénommés Hveravellir et Prestahnjúkur. Depuis, il est retenu que Hveravellir fait partie d'un système plus étendu au détriment de celui du Prestahnúkur, plus réduit. Le nouveau système ainsi défini prend désormais le nom d'« Oddnýjarhnjúkur-Langjökull », ou bien de « Langjökull, Hveravellir (northern-) and Skjaldbreiður (southern part) ». Le Skjaldbreiður est ainsi intégré dans ce système (il a été aussi proposé que ce volcan fasse partie d'un système volcanique indépendant, sans qu'il y ait pour autant de volcan central).

## Géographie

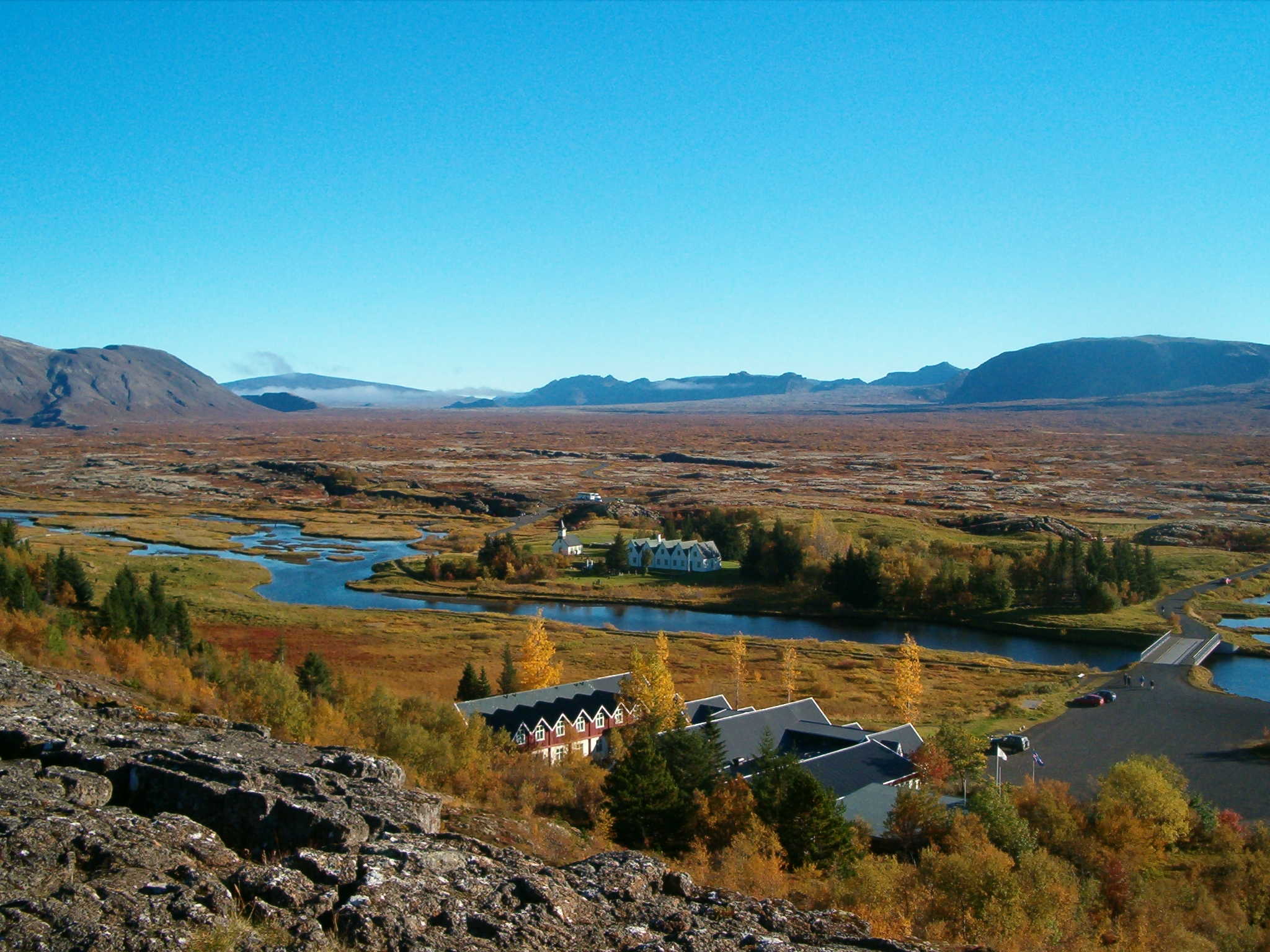
Þingvellir en direction du nord-est (au fond à gauche le Skjaldbreiður).

Le système volcanique d'Oddnýjarhnjúkur-Langjökull est situé dans l'Ouest de l'Islande, au nord-est du lac de Þingvellir. Il est adjacent avec les systèmes de l'Hengill et du Prestahnjúkur.

## Géologie
Il se caractérise en surface par une série de failles courant sur une centaine de kilomètres, orientées nord-est, allant du lac de Þingvellir, jusqu'à Hveravellir, et par un volcan central situé sous le Langjökull, où des relevés topographiques indiquent la présence d'une caldeira de 9 km de diamètre environ. Le volcan central culmine à 1 435 m[réf. à confirmer]. La topographie indique qu'il y aurait une deuxième caldeira sous-glaciaire.

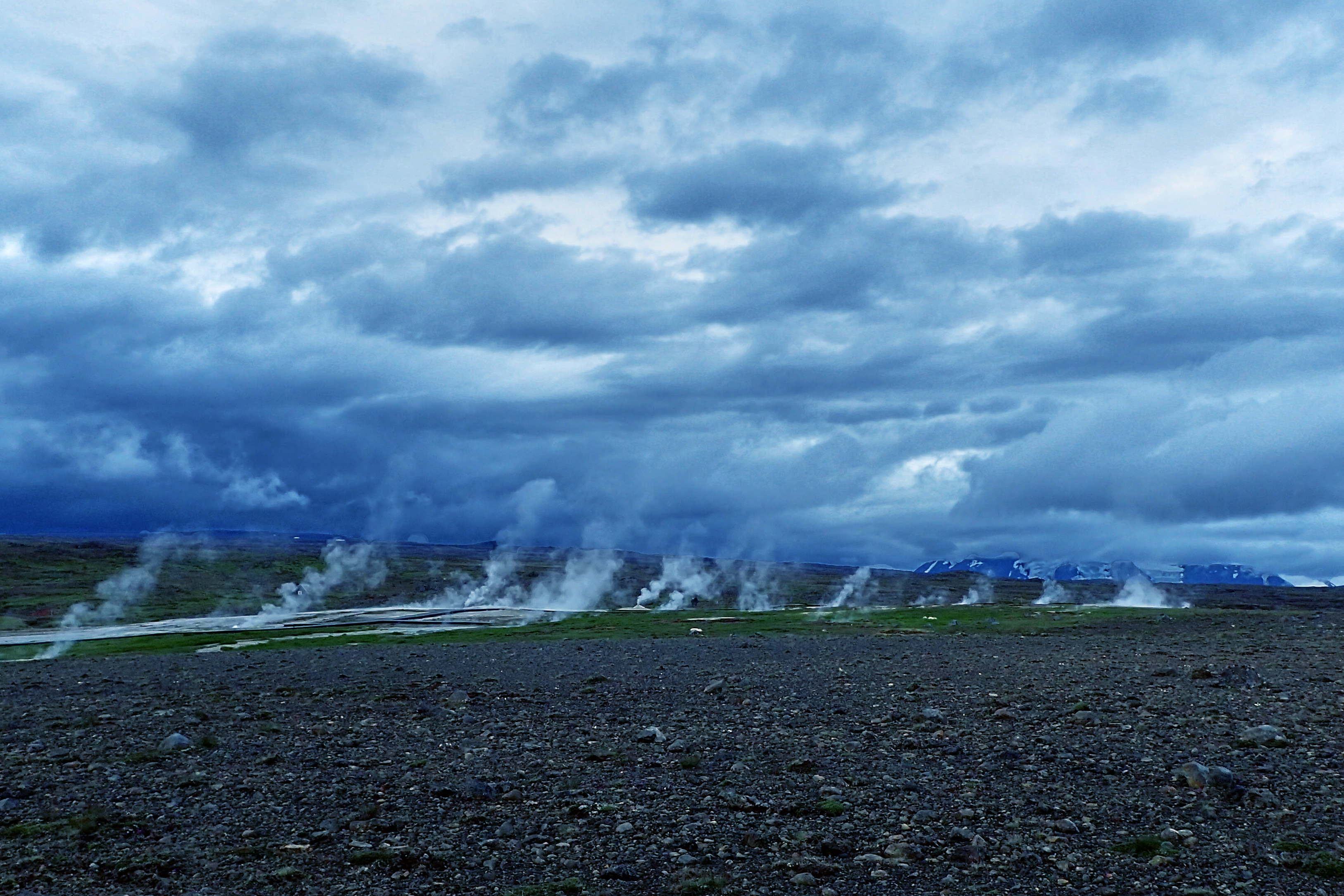
Les sources chaudes de Hveravellir.

Au nord-est, des sources à hautes températures se manifestent à Hveravellir sur une aire de 2,5 km2.

## Histoire
Le système est modérément actif durant l'Holocène, avec moins d'une vingtaine d'éruptions. Elles sont principalement basaltiques, la dernière datant de 3 600 ans. Avec dix à onze éruptions, la partie sud-ouest du système est la plus active sur la période, produisant notamment le Skjaldbreiðarhraun, un champ de lave de près de 200 km2. La partie nord-est a connu cinq à six éruptions, la plus récente datant de 4 000 ans.